# Ka Hsaw Wa
Ka Hsaw Wa, né en 1970, est un militant birman des droits de l'homme.
Il est membre du groupe indigène karen. Avec son épouse Katie Redford, avocate chargée de l'environnement et des droits humains, il est cofondateur et codirecteur d'EarthRights International (ERI), une organisation qui se concentre sur les droits de l'homme en Birmanie et dans d'autres domaines « où la protection des droits de l'homme et de l'environnement est intrinsèquement connecté ».

## Biographie
Ka Hsaw Wa naît sous un autre nom, qu'il garde secret afin de protéger sa famille restée en Birmanie. Il n'a pas vu ses parents depuis plus de quinze ans. Il adopte le nom « Ka Hsaw Wa », qui signifie « l'éléphant blanc », alors qu'il était en exil aux États-Unis. Les éléphants blancs sont traditionnellement considérés par le peuple Karen comme un symbole de droiture et de force ainsi qu'un signe avant-coureur d'un grand changement positif.
Ka Hsaw Wa grandit en Birmanie où, en tant que fils de médecin, il bénéficie dans sa jeunesse de privilèges économiques relatifs. Cependant, lorsqu'il entre à l'université, il devient rapidement actif dans des causes politiques et est reconnu comme un important leader étudiant. Le gouvernement birman attaque brutalement les étudiants en 1988, en tuant de nombreux. Ka Hsaw Wa est capturé et torturé. Il quitte ensuite la Birmanie, mais rentre au pays afin de participer à une longue campagne photographique documentant la destruction environnementale et indigène, ainsi que de graves violations des droits humains, notamment la famine, le viol systématique et la destruction de villages entiers, la plupart de ces problèmes étant liés .Il documente la construction d'un pipeline et l'exploitation pétrolière dans la région de Yadana pour les compagnies pétrolières Unocal (aux États-Unis) et Total SA (basée en France).
Ka Hsaw Wa, Katie Redford et EarthRights lancent une action en justice fédérale contre Unocal, employant une stratégie juridique unique utilisant le US Alien Tort Statute de 1789, qui dit que « les tribunaux fédéraux sont compétents pour les délits commis en violation du droit des nations, [qui] inclut les violations des droits humains fondamentaux [et] le génocide », afin de contraindre l'entreprise à assumer la responsabilité des violations des droits humains causées par ses actions. Dans ce cas, Unocal a finalement accepté de verser une indemnisation aux quinze villageois anonymes qui ont subi des travaux forcés, des viols et les effets des meurtres. Depuis environ trente ans, Ka Hsaw Wa enregistre des histoires de personnes pour publier des violations des droits humains dans son pays natal.
Ka Hsaw Wa poursuit son activisme de première ligne et a figuré dans le film documentaire Total Denial (en) (2006) réalisé par Milena Kaneva.
Ka Hsaw Wa et Katie Redford ont deux enfants.

## Prix et reconnaissance
- Prix Goldman pour l'environnement (1999)[4]
- Prix Reebok des droits de l'Homme (1999)
- Whitley Award (Human Rights & the Environment), parrainé par Sting et Trudie Styler (2004)[5]
- Prix Ramon Magsaysay pour le leadership émergent (2009)[6]